# Cedar Hill (Tennessee)
Cedar Hill és una població dels Estats Units a l'estat de Tennessee. Segons el cens del 2000 tenia 298 habitants.

## Demografia
Segons el cens del 2000, Cedar Hill tenia 298 habitants, 98 habitatges, i 79 famílies. La densitat de població era de 171,7 habitants/km².
Dels 98 habitatges en un 37,8% hi vivien nens de menys de 18 anys, en un 58,2% hi vivien parelles casades, en un 19,4% dones solteres, i en un 18,4% no eren unitats familiars. En el 16,3% dels habitatges hi vivien persones soles el 10,2% de les quals corresponia a persones de 65 anys o més que vivien soles. El nombre mitjà de persones vivint en cada habitatge era de 3,04 i el nombre mitjà de persones que vivien en cada família era de 3,41.
Per edats la població es repartia de la següent manera: un 29,9% tenia menys de 18 anys, un 8,1% entre 18 i 24, un 28,9% entre 25 i 44, un 23,5% de 45 a 60 i un 9,7% 65 anys o més.
L'edat mediana era de 34 anys. Per cada 100 dones de 18 o més anys hi havia 90 homes.
La renda mediana per habitatge era de 34.688 $ i la renda mediana per família de 40.000 $. Els homes tenien una renda mediana de 30.000 $ mentre que les dones 20.000 $. La renda per capita de la població era de 12.209 $. Entorn del 10,5% de les famílies i el 14,6% de la població estaven per davall del llindar de pobresa.

## Poblacions més properes
El següent diagrama mostra les poblacions més properes.